# Nicolás Jarry Fillol
Nicolás Jarry Fillol (Santiago, 11 d'octubre de 1995) és un tennista professional xilè.
En el seu palmarès consten tres títols individuals i dos en dobles masculins, que li van permetre arribar al 18è i al 40è llocs dels rànquings respectius.
És net del tennista Jaime Fillol i nebot d'Álvaro Fillol.

## Palmarès

### Individual: 7 (3−4)
| Llegenda                          |
| --------------------------------- |
| Grand Slams (0−0)                 |
| ATP Finals (0−0)                  |
| ATP World Tour Masters 1000 (0−1) |
| ATP World Tour 500 (0−0)          |
| ATP World Tour 250 (3−3)          |

| Títols per superfície |
| --------------------- |
| Dura (0−0)            |
| Gespa (0−0)           |
| Terra batuda (3−4)    |

| Resultat  | Núm. | Data                 | Torneig                 | Superfície       | Oponent                 | Marcador            |
| --------- | ---- | -------------------- | ----------------------- | ---------------- | ----------------------- | ------------------- |
| Finalista | 1.   | 7 de març de 2018    | São Paulo, Brasil       | Terra batuda (i) | Fabio Fognini           | 6−1, 1−6, 4−6       |
| Finalista | 2.   | 25 de maig de 2019   | Ginebra, Suïssa         | Terra batuda     | Alexander Zverev        | 3−6, 6−3, 6−7(8)    |
| Guanyador | 1.   | 21 de juliol de 2019 | Bastad, Suècia          | Terra batuda     | Juan Ignacio Londero    | 7−6(7), 6−4         |
| Guanyador | 2.   | 5 de març de 2023    | Santiago, Xile          | Terra batuda     | Tomás Martín Etcheverry | 6−7(5), 7−6(5), 6−2 |
| Guanyador | 3.   | 27 de maig de 2023   | Ginebra                 | Terra batuda     | Grigor Dimitrov         | 7−6(1), 6−1         |
| Finalista | 3.   | 18 de febrer de 2024 | Buenos Aires, Argentina | Terra batuda     | Facundo Díaz Acosta     | 3−6, 4−6            |
| Finalista | 4.   | 19 de maig de 2024   | Roma, Itàlia            | Terra batuda     | Alexander Zverev        | 4−6, 5−7            |

### Dobles masculins: 2 (2−0)
| Llegenda                          |
| --------------------------------- |
| Grand Slams (0−0)                 |
| ATP Finals (0−0)                  |
| ATP World Tour Masters 1000 (0−0) |
| ATP World Tour 500 (1−0)          |
| ATP World Tour 250 (1−0)          |

| Títols per superfície |
| --------------------- |
| Dura (0−0)            |
| Gespa (0−0)           |
| Terra batuda (2−0)    |

| Resultat  | Núm. | Data                 | Torneig                | Superfície   | Parella                 | Oponents en la final                | Marcador            |
| --------- | ---- | -------------------- | ---------------------- | ------------ | ----------------------- | ----------------------------------- | ------------------- |
| Guanyador | 1.   | 11 de febrer de 2018 | Quito, Equador         | Terra batuda | Hans Podlipnik-Castillo | Austin Krajicek Jackson Withrow     | 7−6(6), 6−3         |
| Guanyador | 2.   | 24 de febrer de 2019 | Rio de Janeiro, Brasil | Terra batuda | Máximo González         | Thomaz Bellucci Rogério Dutra Silva | 6−7(7), 6−3, [10−7] |

## Trajectòria

### Individual
| Open d'Austràlia | Q1  | A   | A   | 1R    | 1R    | A   | A   | A   | 2R    | 1R | 0 / 4   | 1 – 4   |
| Roland Garros | Q1  | A   | 1R  | 1R    | 1R    | A   | A   | Q3  | 4R    |    | 0 / 4   | 3 – 4   |
| Wimbledon | Q1  | A   | 1R  | 2R    | 1R    | NC  | A   | A   | 3R    |    | 0 / 4   | 3 – 4   |
| US Open | Q1  | A   | Q2  | 2R    | 1R    | A   | A   | 1R  | 3R    |    | 0 / 4   | 3 – 4   |
| Total Victòries–Derrotes                                                                                                   | 3−2 | 0−4 | 2−3 | 27−22 | 19−21 | 0−3 | 1−3 | 5−9 | 37−18 |    | 94 – 86 | 94 – 86 |
| Rànquing a final d'any | 372 | 330 | 11  | 43    | 77    | –   | 160 | 141 | 19    |    |         |         |
| Llegenda: G: Guanyador; F: Finalista; SF: Semifinalista; QF: Quarts de final; Q: Qualificació; A: Absent; RR: Round Robin; |     |     |     |       |       |     |     |     |       |    |         |         |

### Dobles masculins
| Open d'Austràlia | A   | A     | 3R    | A   | A   | A   | A   |  | 0 / 1   | 2 – 1   |
| Roland Garros | A   | QF    | A     | A   | A   | A   | 2R  |  | 0 / 2   | 4 – 2   |
| Wimbledon | A   | 3R    | 1R    | NC  | A   | A   | A   |  | 0 / 2   | 2 – 2   |
| US Open | A   | QF    | 1R    | A   | A   | A   | A   |  | 0 / 2   | 3 – 2   |
| Total Victòries–Derrotes                                                                                                   | 1−1 | 18−10 | 12−12 | 2−1 | 1−1 | 1−1 | 2−3 |  | 40 – 34 | 40 – 34 |
| Rànquing a final d'any | 180 | 50    | 69    | –   | 309 | 321 |     |  |         |         |
| Llegenda: G: Guanyador; F: Finalista; SF: Semifinalista; QF: Quarts de final; Q: Qualificació; A: Absent; RR: Round Robin; |     |       |       |     |     |     |     |  |         |         |